# Santo André (Cabo Verde)
Santo André es una freguesia caboverdiana del municipio de Porto Novo.

## Geografía
La freguesia abarca parte de la isla de Santo Antão.

## Organización territorial
La freguesia contaba en 2010 con 3441 habitantes distribuidos en las entidades de población de:

### Localidades
- Alto Mira
- Chã de Branquinho
- Chã de Norte
- Jorge Luis
- Martiene
- Monte Trigo
- Norte
- Ribeira da Cruz